# Intense Degree
Intense Degree was een Britse band uit Mansfield. De band speelde een extreem snelle vorm van hardcore punk. 
De band behoort tot de generatie Britse bands waartoe onder andere Heresy, Napalm Death, Default, Doom, Concrete Sox en Bolt Thrower behoorden. In tegenstelling tot de meeste tijds-, streek- en labelgenoten bevatte de muziek van Intense Degree, hoewel beïnvloed door bands als Siege en het vroegste werk van D.R.I., geen invloeden uit het metalgenre. Ondanks de zeer hoge tempi kan Intense Degree derhalve niet tot de grindcore of crustcoregenres worden gerekend maar worden omschreven als snelste vorm van hardcore punk.

## Carrièreverloop
De band kwam in de spotlights nadat ze bij radio fenomeen John Peel op 28 februari 1988 een sessie mochten opnemen, welke in maart 1998 werd uitgezonden.
Aansluitend werd een platencontract bij Earache Records in de wacht gesleept. Onder leiding van producer Steve Bird (bekend van de 1987/1988 opnames van Napalm Death) van de Birdsong Studios nam de groep in oktober 1988 haar album ‘War in My Head’ op, welke alleen op lp door Earache werd uitgebracht.
Wegens aanvankelijk tegenvallende verkoopcijfers verliet de band het label, bracht daarna nog een single en een 10 inch uit en leverde enkele tracks voor compilaties alvorens opgeheven te worden. 
In 2004 verschijnt er een Italiaanse bootlegpersing op vinyl onder de titel ´Thrashbored´ met daarop het album en de Peel Sessions.
Uiteindelijk werd van het album in 2006, exclusief voor de Japanse markt, een CD versie uitgebracht met enkele bonustracks.

## Bekende line-up
- Richard Hill a.k.a. ‘Dick’ - zang
- Rich Collins- gitaar
- Rich Cutts- gitaar
- Liz Thirtle - basgitaar
- Frank Pendelbury - drums

## Discografie
- The Peel sessions - ep - (Strange Fruit Records) 1988
- War in my head - lp - (Earache Records) 1988
- Released! - ep (Sound Pollution Records) 1990
- The eyes have it - ep - (Sound Pollution Records) 1991
- Thrashbored - Bootleg-lp - 2004: bevat onder andere de Peel Sessions + War in my head